# Niederländisches Palais

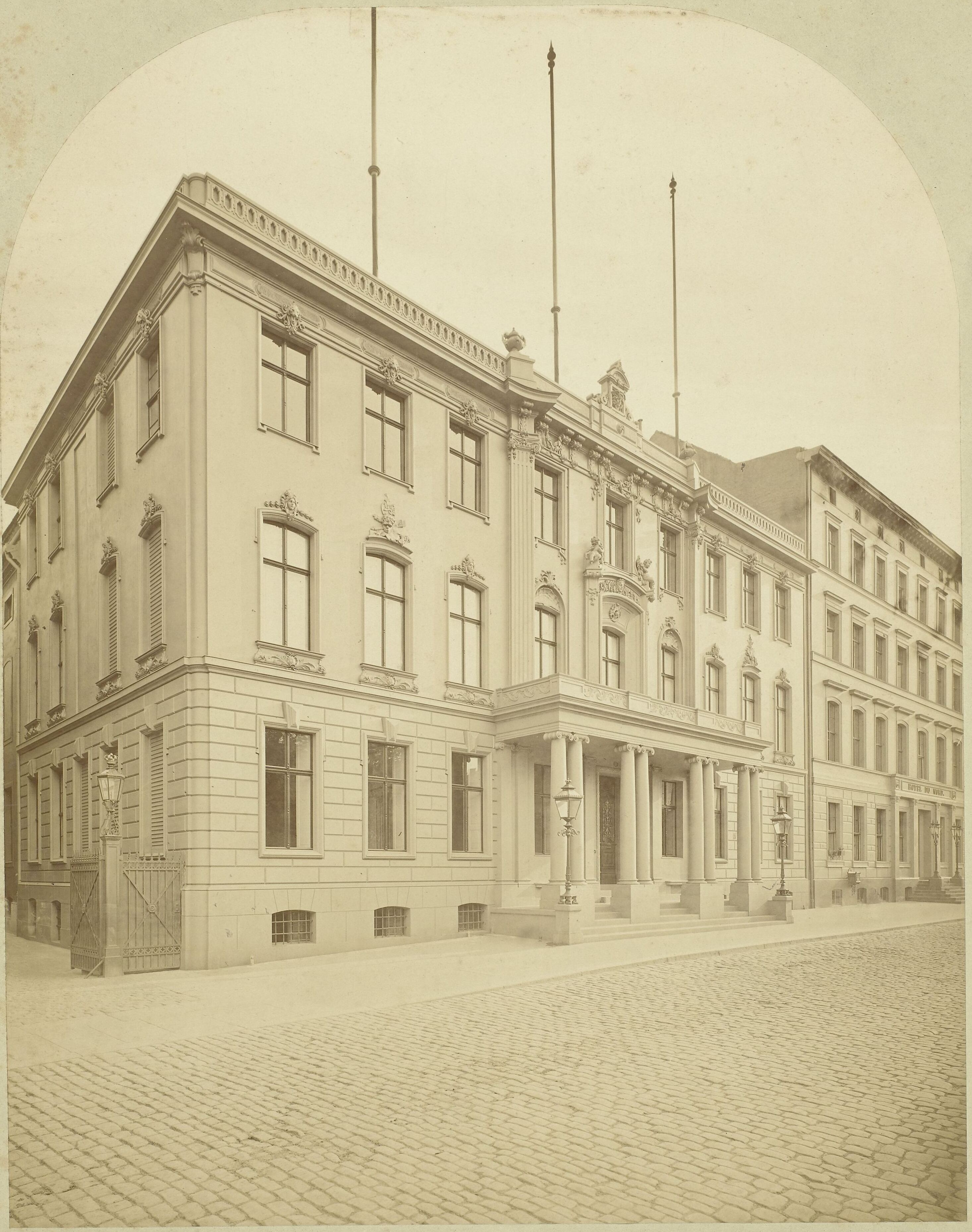
Het Niederländische Palais te Berlijn

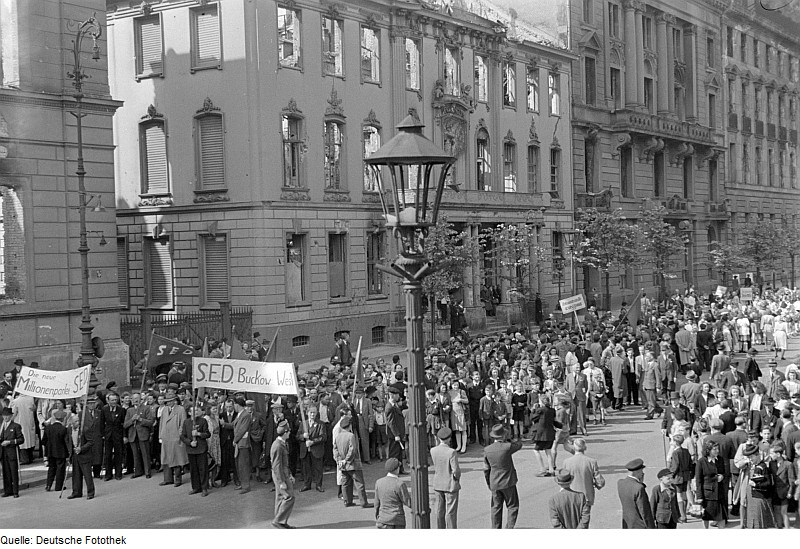
De ruïne van het Niederländisches Palais in 1946

Het Niederländisches Palais was een paleis aan Unter den Linden in de Duitse stad Berlijn. In het paleis woonde koning Willem I der Nederlanden (1772-1843), met zijn vrouw Wilhelmina van Pruisen voor zijn aantreden als koning van Nederland. Na zijn aftreden (abdicatie) nam hij er zijn intrek met zijn tweede vrouw Henriette d'Oultremont de Wégimont.
Na het overlijden van Willem I der Nederlanden kwam het paleis in het bezit van zijn zoon Frederik. Na diens overlijden kwam het paleis aan zijn kleindochter, de Zweedse prinses Louise van Zweden die het paleis in 1883 aan de Pruisische staat verkocht. Een van de bewoners was Wilhelmine von Lichtenau (1753–1820), maîtresse van Frederik Willem II van Pruisen.
Na de Tweede Wereldoorlog was het gebouw zwaar beschadigd. In het kader van de heropbouw van Unter den Linden werd het pand gesloopt, op de vrijgekomen plek kwam nieuwbouw. De façade van dat nieuwe gebouw bestaat uit de middenrisaliet van het oude Gouverneurshaus aan de Rathausstraße uit 1721. Het gebouw is daardoor tegenwoordig als Gouverneurshaus bekend. Het huisvest een afdeling van de Humboldt-Universiteit Berlijn.
Op 1 oktober 2014 is in het kader van de viering van 200 Jaar Koninkrijk aan de gevel van het Gouverneurshaus (Unter den Linden 11) een 'Berliner Gedenktafel' onthuld. De tekst van deze door de Königliche Porzellan-Manufaktur (KPM) in Berlijn uit porselein vervaardigde plaquette herinnert er aan, dat hier eens het Niederländisches Palais stond en dat Koning Willem I hier woonde en op 12 december 1843 gestorven is.